# Oostends
Oostends is de variant van het Nederlands dialect zoals het in Oostende gesproken wordt. Het is een vorm van het West-Vlaams en valt onder het Ingwaeoons (IJzer tot Zwin). 
Het Oostends onderscheidt zich van de andere dialecten door klank, woordenschat en enkele spreekwoorden. Het lijkt nog goed op het Middelnederlands.
Typische Oostendse klank, verschillend van het overige Westvlaams, is de èè, zoals in 'zèè'.

## Uitspraak
- Mien buuk - mijn buik - bevat de oude "ie" en "uu" klanken.
- Boewovetredinge - Bouwovertreding - de ou wordt meer ene oe uitgesproken

## Spreekwoorden[2]
| Ostêns spreekwoord             | Betekenis            |
| ------------------------------ | -------------------- |
| j'is lege zakken ant verzetten | Hij is lui           |
| tregent mollejoengen           | Het regent heel hard |